# Ava Allan
Ava Allan (Los Ángeles, California; 1 de marzo de 2000) es una actriz y modelo estadounidense. Conocida por interpretar el papel de Paula Santilli en Love is all you need? y a Amanda en True Jackson, VP, también ha aparecido en series como The Middle, Mentes criminales, Leverage y Pretty Little Liars.

## Biografía
Nació el 1 de marzo de 2000 en Los Ángeles, California. Su primer trabajo como modelo fue en la compañía Disney en un catálogo. Desde eso, ha estado en varios comerciales para la televisión y además ha actuado en series como The Middle y Mentes criminales.
Su debut como actriz fue en la serie True Jackson, VP a la edad de 10 años, interpretando a la «Pequeña Amanda». 
En el 2014 se confirmó su papel en la película Love Is All You Need? como Paula Santilli. Actualmente vive en Los Ángeles con sus padres y hermana Alexi Blue; que es compositora y cantante.
En 2016 se anunció su fichaje para la séptima temporada de Pretty Little Liars, donde interpreta a Addison Derringer.

## Trayectoria

### Películas
| Películas | Películas              | Películas      | Películas              |
| Año       | Título                 | Personaje      | Notas                  |
| --------- | ---------------------- | -------------- | ---------------------- |
| 2009      | A Second Chance        | Angel          | Cortometraje           |
| 2009      | Ángeles y demonios     | Turista        | Papel menor            |
| 2009      | It's Complicated       | Compradora     | Papel menor            |
| 2010      | She Continues Drifting | Pequeña Carrie | Cortometraje           |
| 2010      | The Driveway           | Sophie         | Cortometraje           |
| 2010      | Lily                   | Meg            | Cortometraje           |
| 2011      | Susan's Remembrance    | Pequeña Susan  | Cortometraje           |
| 2011      | Becoming               | Daina          | Cortometraje           |
| 2012      | Billie Speare          | Regan          | Cortometraje           |
| 2013      | Babylon Beach          | Ava            | Cortometraje           |
| 2014      | Un novio para Madison  | Ava            | Película de televisión |
| 2016      | Love is all you need?  | Paula Santilli | Papel principal        |
| 2019      | La Novia de Elvis      | Paula Gabriela | Papel principal        |

### Series de televisión
| Series de televisión | Series de televisión             | Series de televisión | Series de televisión |
| Año                  | Título                           | Personaje            | Notas                |
| -------------------- | -------------------------------- | -------------------- | -------------------- |
| 2008                 | Leverage                         | Niña                 | 1 episodio           |
| 2010 - 2011          | True Jackson, VP                 | Pequeña Amanda       | 4 episodios          |
| 2011                 | Criminal Minds: Suspect Behavior | Erica Nichols        | 1 episodio           |
| 2014                 | Bad Teacher                      | Bella                | 1 episodio           |
| 2014                 | The Middle                       | Piper                | 1 episodio           |
| 2017                 | Pretty Little Liars              | Addison Derringer    | 2 episodios          |
| 2018                 | Modern Family                    | Amanda Ciconi        | 1 episodio           |
| 2020                 | El joven Sheldon                 | Jana                 | ? episodio           |